# Up All Night Tour
Up All Night Tour fue la primera gira musical de la boy band británica-irlandesa One Direction, hecha con el fin de promocionar su primer álbum de estudio Up All Night, de 2011. Inició el 18 de diciembre de 2011 en Watford, Reino Unido, y terminó el 1 de julio de 2012 en Sunrise, Estados Unidos. Entre los países que recorrió, están Australia, Canadá, México, Irlanda y Nueva Zelanda.
La gira contó con una gran lista de invitados, entre estos, Boyce Avenue, Johnny Ruffo, Annah Mac, Camryn y Olly Murs. Iniciando la etapa norteamericana, el quinteto lanzó Up All Night: The Live Tour, su primer DVD, el cual grabaron en el Bournemouth International Centre de Bournemouth, Reino Unido, el 3 de enero de 2012. Dicho DVD incluye además los vídeos musicales de sus sencillos «What Makes You Beautiful», «Gotta Be You» y «One Thing», así como un documental a blanco y negro que muestra al quinteto ensayando para la gira.

## Sinopsis
El concierto da inicio con el quinteto interpretando «Na Na Na», lado B de su sencillo debut «What Makes You Beautiful». Seguidamente cantan «Stand Up» y «I Wish» y se muestran vídeos en las pantallas traseras de los chicos surfeando. Al terminar, el escenario cambia a un ambiente playero y el grupo se sienta alrededor de una fogata para cantar un popurrí acústico de «I Gotta Feeling», «Stereo Hearts», «Valerie» y «Torn», mientras Niall Horan toca la guitarra.
Tras esto, realizan un segmento de preguntas, donde las admiradoras envían tuits que los miembros del quinteto deben responder. El concierto sigue con la interpretación de tres baladas consecutivas: «Moments», «Gotta Be You» y «More than This». Durante esta parte, se muestran imágenes con ambiente de otoño, así como una serie de vídeos que muestran al grupo divirtiéndose con unas chicas. La energía llega cuando One Direction presenta su tema «Up All Night».
Posteriormente, cantan «Tell Me a Lie», «Everything About You» y una versión de «Use Somebody» de Kings of Leon. Finalmente, se pone un ambiente invernal y el concierto acaba con las interpretaciones de «One Thing», «Save You Tonight» y «What Makes You Beautiful». No obstante, el quinteto realiza un bis y regresan con trajes para realizar una «cena de celebración», y cierran oficialmente el espectáculo cantando «I Want».

## Actos de apertura
- Boyce Avenue (Reino Unido e Irlanda).[4]
- Matt Lonsdale (Reino Unido e Irlanda).[14]
- Johnny Ruffo (Australia).[6]
- Justice Crew (Australia).[6]
- Annah Mac (Nueva Zelanda).[5]
- Camryn (Norteamérica).[7]
- Manika (Norteamérica).[15]
- Olly Murs (Norteamérica).[8]

## Repertorio
General
1. «Na Na Na».
2. «Stand Up».
3. «I Wish».
4. Popurrí: «I Gotta Feeling», «Stereo Hearts», «Valerie» y «Torn».
5. «Moments».
6. «Gotta Be You».
7. «More than This».
8. «Up All Night».
9. «Tell Me a Lie».
10. «Everything About You».
11. «Use Somebody».
12. «One Thing».
13. «Save You Tonight».
14. «What Makes You Beautiful».

Cierre
1. «I Want».

Fuentes: Billboard y Rolling Stone.

## Up All Night: The Live Tour
Up All Night: The Live Tour es el primer DVD de la boy band británica-irlandesa One Direction, grabado en el espectáculo dado por ellos en el Bournemouth International Centre de Bournemouth, Reino Unido, el 3 de enero de 2012, como parte de su gira musical Up All Night Tour. Sony, discográfica encargada de distribuirlo, lo lanzó oficialmente el 28 de mayo de 2012. El DVD incluye también los vídeos musicales de «What Makes You Beautiful», «Gotta Be You» y «One Thing», así como un documental a blanco y negro que muestra al quinteto ensayando para la gira.
Algunos críticos musicales alabaron el segmento donde One Direction canta un popurrí de «I Gotta Feeling», «Stereo Hearts», «Valerie» y «Torn», ya que permite a los espectadores medir la calidad vocal individual de cada miembro. Por otro lado, alcanzó el número uno en las principales listas de Australia, España, Irlanda y Suecia. Asimismo, recibió varios discos de platino por sus altas ventas en los distintos países. Para agosto de 2012, ya había vendido más de un millón de copias mundialmente.

## Fechas de la gira
| Europa                  |                     |                |                                                                |
| 18 de diciembre de 2011 | Watford             | Reino Unido    | Colosseum                                                      |
| 19 de diciembre de 2011 | Southend-on-Sea     | Reino Unido    | Cliffs Pavilion                                                |
| 21 de diciembre de 2011 | Wolverhampton       | Reino Unido    | Civic Hall                                                     |
| 22 de diciembre de 2011 | Mánchester          | Reino Unido    | O2 Apollo                                                      |
| 23 de diciembre de 2011 | Mánchester          | Reino Unido    | O2 Apollo                                                      |
| 3 de enero de 2012      | Bournemouth         | Reino Unido    | Bournemouth International Centre (BIC)                         |
| 4 de enero de 2012      | Birmingham          | Reino Unido    | The NIA (National Indoor Arena)                                |
| 5 de enero de 2012      | Plymouth            | Reino Unido    | Plymouth Pavilions                                             |
| 7 de enero de 2012      | Nottingham          | Reino Unido    | The Royal Centre                                               |
| 8 de enero de 2012      | Brighton            | Reino Unido    | Brighton Centre                                                |
| 10 de enero de 2012     | Londres             | Reino Unido    | HMV Hammersmith Apollo                                         |
| 11 de enero de 2012     | Londres             | Reino Unido    | HMV Hammersmith Apollo                                         |
| 13 de enero de 2012     | Glasgow             | Reino Unido    | The SECC, Clyde Auditorium (The Armadillo) y Lomond Auditorium |
| 14 de enero de 2012     | Glasgow             | Reino Unido    | The SECC, Clyde Auditorium (The Armadillo) y Lomond Auditorium |
| 15 de enero de 2012     | Liverpool           | Reino Unido    | Liverpool Echo Arena                                           |
| 17 de enero de 2011     | Newcastle upon Tyne | Reino Unido    | Newcastle City Hall                                            |
| 18 de enero de 2012     | Blackpool           | Reino Unido    | Opera House at Winter Gardens                                  |
| 20 de enero de 2012     | Sheffield           | Reino Unido    | Sheffield City Hall y Memorial Hall                            |
| 21 de enero de 2012     | Cardiff             | Reino Unido    | Cardiff Motorpoint Arena                                       |
| 22 de enero de 2012     | Londres             | Reino Unido    | HMV Hammersmith Apollo                                         |
| 24 de enero de 2012     | Dublín              | Irlanda        | The O2                                                         |
| 25 de enero de 2012     | Belfast             | Reino Unido    | Waterfront Hall Auditorium & Studio                            |
| 26 de enero de 2012     | Belfast             | Reino Unido    | Waterfront Hall Auditorium & Studio                            |
| Oceanía                 |                     |                |                                                                |
| 13 de abril de 2012     | Sídney              | Australia      | Hordern Pavilion                                               |
| 16 de abril de 2012     | Melbourne           | Australia      | Hisense Arena                                                  |
| 18 de abril de 2012     | Brisbane            | Australia      | Brisbane Convention and Exhibition Centre                      |
| 21 de abril de 2012     | Auckland            | Nueva Zelanda  | Trusts Stadium                                                 |
| 22 de abril de 2012     | Wellington          | Nueva Zelanda  | St. James Theatre                                              |
| Norteamérica            |                     |                |                                                                |
| 24 de mayo de 2012      | Fairfax             | Estados Unidos | Patriot Center                                                 |
| 25 de mayo de 2012      | East Rutherford     | Estados Unidos | Izod Center                                                    |
| 26 de mayo de 2012      | Nueva York          | Estados Unidos | Beacon Theatre                                                 |
| 28 de mayo de 2012      | Filadelfia          | Estados Unidos | Tower Theatre                                                  |
| 29 de mayo de 2012      | Toronto             | Canadá         | Molson Canadian Amphitheatre                                   |
| 31 de mayo de 2012      | Toronto             | Canadá         | Molson Canadian Amphitheatre                                   |
| 1 de junio de 2012      | Detroit             | Estados Unidos | Fox Theatre                                                    |
| 2 de junio de 2012      | Chicago             | Estados Unidos | Allstate Arena                                                 |
| 5 de junio de 2012      | Ciudad de México    | México         | Auditorio Nacional                                             |
| 6 de junio de 2012      | Ciudad de México    | México         | Auditorio Nacional                                             |
| 8 de junio de 2012      | San Diego           | Estados Unidos | Viejas Arena                                                   |
| 9 de junio de 2012      | Las Vegas           | Estados Unidos | Planet Hollywood                                               |
| 10 de junio de 2012     | Phoenix             | Estados Unidos | Comerica Theatre                                               |
| 13 de junio de 2012     | San José            | Estados Unidos | Events Center                                                  |
| 14 de junio de 2012     | Oakland             | Estados Unidos | Paramount Theatre                                              |
| 16 de junio de 2012     | Los Ángeles         | Estados Unidos | Gibson Ampitheatre                                             |
| 17 de junio de 2012     | Anaheim             | Estados Unidos | The Theatre at Honda Center                                    |
| 23 de junio de 2012     | Dallas              | Estados Unidos | Gexa Energy Pavillion                                          |
| 24 de junio de 2012     | Houston             | Estados Unidos | Cynthia Woods Mitchell Pavilion                                |
| 26 de junio de 2012     | Atlanta             | Estados Unidos | The Arena At Gwinett Center                                    |
| 27 de junio de 2012     | Charlotte           | Estados Unidos | Time Warner Cable Arena                                        |
| 29 de junio de 2012     | Tampa               | Estados Unidos | 100-Ask-Gary Ampitheatre                                       |
| 30 de junio de 2012     | Orlando             | Estados Unidos | Amway Center                                                   |
| 1 de julio de 2012      | Sunrise             | Estados Unidos | BankAtlantic Center                                            |

## Recaudaciones
La lista mostrada a continuación, presenta todos los datos referentes de algunos conciertos de la gira en ciertas fechas:
| Lugar                        | Ciudad           | Entradas vendidas / disponibles | Recaudación |
| ---------------------------- | ---------------- | ------------------------------- | ----------- |
| Hordern Pavilion             | Sídney           | 6760 / 6760 (100%)              | $456 887    |
| Hisense Arena                | Melbourne        | 4775 / 4775 (100%)              | $303 858    |
| Mohegan Sun Arena            | Uncasville       | 5748 / 5748 (100%)              | $293 706    |
| Patriot Center               | Fairfax          | 8245 / 8245 (100%)              | $439 504    |
| Beacon Theatre               | Nueva York       | 5549 / 5549 (100%)              | $295 348    |
| Molson Canadian Amphitheatre | Toronto          | 29 115 / 29 611 (98%)           | $1 077 420  |
| Auditorio Nacional           | Ciudad de México | 18 696 / 18 696 (100%)          | $979 461    |
| Event Center Arena           | San José         | 4824 / 5169 (93%)               | $251 122    |
| Arena at Gwinnett Center     | Atlanta          | 9586 / 9586 (100%)              | $502 620    |
| Amway Center                 | Orlando          | 12 538 / 12 538 (100%)          | $507 536    |
| Total                        | Total            | 105 836 / 106 677 (99%)         | $5 107      |

## Créditos y personal
| Banda - Paul Higgins (mánager) - Preston Mahon (seguridad) - Jag Chagger (seguridad) - Karen Ringland (chaperón de la banda) - Niall Horan (voz y guitarra) - Zayn Malik (voz) - Liam Payne (voz) - Harry Styles (voz) - Louis Tomlinson (voz) - Jon Shone (director) - Sandy Beales (bajo eléctrico) - Josh Devine (tambores) - Dan Richards (guitarra) Administración - Richard Griffiths - Harry Magee - Will Bloomfield - Marco Gastel (asistente) | Josh Devine (arriba) y Sandy Beales (abajo a la izquierda), baterista y bajista en la gira. Equipo creativo - Louise Doyle (director) - Paul Roberts (coreógrafo) - Helene Horlyck (entrenador vocal) - Andy Saunders (director de vídeo) - Tom Bairstow (productor de vídeo) - Rob Derbyshire (vídeos sonoros) - Matt English (mostrador de diseño) - Rob Arbuckle (pantallas 3D) - Caroline Watson (estilista y trajes) - Lydia Taylor (asistente de trajes) - Crystabel Riley (cuidado corporal) - Lou Teasdale (cuidado corporal) Personal - Mike Clegg (director de producción) - Mil Rakic (director de escenario) - June Jones (contador de la gira) |

Fuente: